# Отіс (Канзас)
Отіс (англ. Otis) — місто (англ. city) в США, в окрузі Раш штату Канзас. Населення — 296 осіб (2020).

## Географія
Отіс розташований за координатами 38°32′6″ пн. ш. 99°3′13″ зх. д. / 38.53500° пн. ш. 99.05361° зх. д. (38.534863, -99.053539).  За даними Бюро перепису населення США в 2010 році місто мало площу 0,79 км², уся площа — суходіл.

## Демографія
Згідно з переписом 2010 року, у місті мешкали 282 особи в 146 домогосподарствах у складі 84 родин. Густота населення становила 359 осіб/км².  Було 169 помешкань (215/км²).
Расовий склад населення:
| - 96,1 % — білих - 0,7 % — корінних американців - 0,4 % — чорних або афроамериканців - 0,4 % — азіатів |

До двох чи більше рас належало 1,8 %. Частка іспаномовних становила 2,5 % від усіх жителів.
За віковим діапазоном населення розподілялося таким чином: 16,0 % — особи молодші 18 років, 59,5 % — особи у віці 18—64 років, 24,5 % — особи у віці 65 років та старші. Медіана віку мешканця становила 52,7 року. На 100 осіб жіночої статі у місті припадало 105,8 чоловіків;  на 100 жінок у віці від 18 років та старших — 100,8 чоловіків також старших 18 років.
Середній дохід на одне домашнє господарство  становив 53 034 долари США (медіана — 41 000), а середній дохід на одну сім'ю — 51 150 доларів (медіана — 43 333). Медіана доходів становила 42 125 доларів для чоловіків та 27 083 долари для жінок. За межею бідності перебувало 11,1 % осіб, у тому числі 6,0 % дітей у віці до 18 років та 8,3 % осіб у віці 65 років та старших.
Цивільне працевлаштоване населення становило 166 осіб. Основні галузі зайнятості: освіта, охорона здоров'я та соціальна допомога — 18,1 %, транспорт — 17,5 %, роздрібна торгівля — 12,7 %, будівництво — 9,6 %.